# Nikolaï Nikolaïevitch Bakhmetev
Nikolaï Nikolaïevitch Bakhmetev (en russe : Николай Николаевич Бахметев), né en 1772 dans la province de Koursk, décédé en 1831 dans le gouvernement de Koursk.
Major-général russe, il fut au cours des Guerres napoléoniennes, l'un des chefs de l'Armée impériale de Russie. Frère aîné du général d'infanterie Alexeï Nikolaïevitch Bakhmetev.

## Famille
Fils de Nikolaï Nikolaïevitch Bakhmetev (1750-?) et de Sofia Natalia Lvova Maslova (1735-1777).

## Mariage et descendance
Il épousa Agafia Ivanovna Kachkarova (?-1815).
Une fille est née de cette union :
- Agafia Nikolaïevna Bakhmeteva (1802-1888), elle épousa Mikhaïl Dmitrievitch Gortchakov (1793-1861)[3]

## Biographie
Issu d'une famille noble tatare du gouvernement de Penza, petit-fils d'Ivan Ivanovitch Bakhmetev (1683-1760), lieutenant-général et sénateur sous le règne d'Anne Ire de Russie.
Au grade de sergent, en 1789, il commença sa carrière militaire au Régiment Preobrajenski. Il participa à la Guerre russo-suédoise de 1788-1790 ; en 1790, il fut promu lieutenant et en 1797 colonel.
Le 30 mai 1798, promu major-général, il reçut également le commandement du 126e régiment de d'infanterie Rylski. Le 30 septembre 1798, Paul Ier de Russie le nomma gouverneur militaire d'Orenbourg, il occupa cette fonction jusqu'au 14 juillet 1803. Le 14 décembre de la même année, il fut mis à la retraite.
Le 30 mai 1811, rappelé, il réintégra les rangs de l'armée et le 28 août 1811, il fut nommé gouverneur militaire de Smolensk.
Le 23 mars 1812, il fut placé à la tête de la 1re Division de Grenadiers de la 1re Armée de l'Ouest. le 22 avril 1812, chef de la 11e Division du 4e Corps d'infanterie. Il prit part aux batailles Ostrovno (25 juillet-27 juillet 1812), Smolensk (16 août-17 août 1812), Borodino (7 septembre 1812) où il fut grièvement blessé à la jambe.
Il fut mis à la retraite le 24 avril 1813.

## Distinctions militaires
- Ordre de Sainte-Anne (1re classe) ;
- Ordre de Saint-Vladimir (3e classe avec diamants) ;
- Ordre de Saint-Jean de Jérusalem (Russie impériale) ;
- Épée d'or avec l'inscription « Pour bravoure » avec diamants.

## Carrière militaire
- 1789-1798 : Régiment Preobrajenski
- 1798-1803 : 126e Régiment d'infanterie Ryslski
- 1812-1812 : 1re division de Grenadiers
- 1812-1813 : 11e division d'infanterie

## Sources
- (ru) Cet article est partiellement ou en totalité issu de l’article de Wikipédia en russe intitulé « Бахметев, Николай Николаевич » (voir la liste des auteurs).